# Hauk Aabel

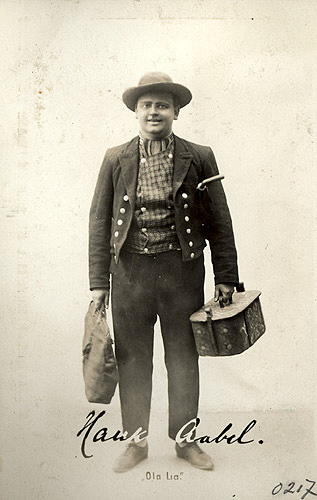
Hauk Aabel in seiner Rolle als Ola Lia in Vilhelm Dybwads gleichnamigem Stück (1905)

Hauk Erlendssøn Aabel (* 21. April 1869 in Førde, Provinz Sogn og Fjordane; † 12. Dezember 1961 in Oslo) war ein norwegischer Schauspieler.

## Leben

### Frühe Jahre und Ausbildung
Hauk Aabel wuchs als Sohn des Arztes Andreas Leigh Aabel (1830–1901) und dessen Frau Wilhelmine Louise Collett (1834–1901) in Valdres und Toten auf. Zunächst deutete wenig darauf hin, dass er einer der populärsten Volksschauspieler seiner Generation werden sollte. Nach seinem Examen artium (1889) und dem Examen philosophicum an der Universität Oslo  arbeitete er zeitweise in der Nähe von Gjøvik als Hauslehrer. Auf der Krigsskolen, der Militärakademie der Norwegischen Armee, ließ er sich bis 1892 zum Unterleutnant ausbilden. Danach nahm er, ohne Enthusiasmus, ein Studium der Rechtswissenschaft in Oslo auf, fühlte sich allmählich aber immer mehr zum Theater hingezogen. Er begann, Schauspielunterricht bei der bekannten Schauspielerin Johanne Dybwad zu nehmen.

### Theater
Nachdem er erfolgreich am Christiania Theater vorgesprochen hatte, erhielt er vom Intendanten Hans Schrøder einen Vertrag. Er debütierte am 11. Oktober 1897 als Seminarist Pedersen in Hulda Garborgs Komödie Rationelt fjøsstell (Rationelle Stallwirtschaft). Als kurz darauf die meisten seiner Schauspielerkollegen an das neueröffnete Nationaltheatret wechselten, entschied er sich zu einem Engagement am kurzlebigen Secondteatret auf dem Gelände des Osloer Tivoli. Hier gelang ihm in einer Inszenierung von Gustav Wieds Drama Erotik im Herbst 1899 der Durchbruch. Einen ähnlich großen Erfolg feierte er 1905 am Centralteatret, wo er in der Komödie Ola Lia seines Vetters Vilhelm Dybwad die Titelfigur spielte, einen naiven Bauern, der in der Hauptstadt unter die Räuber gerät. Die Inszenierung erlebte nicht weniger als 192 Aufführungen und machte Aabel landesweit bekannt. Dazu trug auch bei, dass er die Songs aus diesem Stück schon 1905 auf einer Grammophonplatte einspielte.

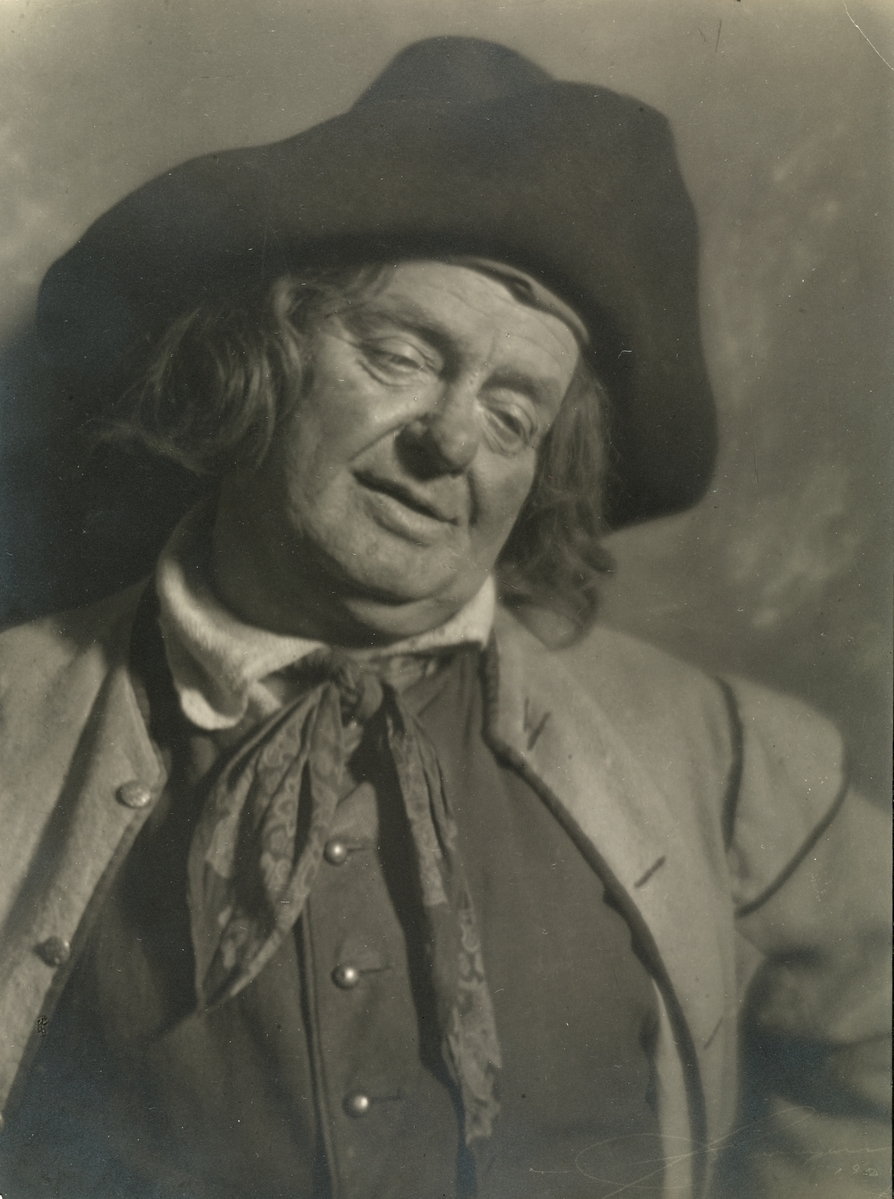
Hauk Aabel als Jeppe in Ludvig Holbergs Jeppe vom Berge (1928)

Von 1911 bis zu seiner offiziellen Pensionierung im Jahr 1934 spielte Hauk Aabel überwiegend am Nationaltheatret in Oslo. Hier glänzte er erneut in komischen Rollen, unter anderem in mehreren Holberg-Komödien. Seine Darstellung des trunksüchtigen und sensiblen Kleinbauern Jeppe, dem sein Baron übel mitspielt (in Jeppe vom Berge), gilt als Meilenstein der norwegischen Theatergeschichte. Zwischen 1918 und 1928 verkörperte er Jeppe in einer Unzahl von Aufführungen. Das Publikum verlangte Hauk Aabel und seine reiche Mimik in Rollen wie diesen, doch auch ernstere Auftritte (zum Beispiel als alter Ekdal in Henrik Ibsens Die Wildente, 1918 und 1928)  blieben lange in Erinnerung. Insgesamt wurde Aabel allein am Nationaltheatret in über 160 Inszenierungen eingesetzt.

### Stumm- und Tonfilm
Schon 1917 war Hauk Aabel erstmals in einem Stummfilm zu sehen. In Mauritz Stillers nur fragmentarisch überlieferter Komödie Alexander den store (Alexander der Große) spielte er die Hauptrolle, einen gewitzten Kellner in einem Hotelrestaurant. Danach sollten zehn Jahre vergehen, bis er wieder in einem Film mitwirkte, allerdings nur in einer Nebenrolle. Einen guten Eindruck von Aabels Schauspielkunst bieten die Spielfilme aus den 1930er-Jahren, vor allem der 1933 fertiggestellte frühe Tonfilm Jeppe vom Berge, der Aabel erneut in seiner Paraderolle zeigt. Seine letzte Filmrolle übernahm Hauk Aabel 1939 in der schwedisch-norwegischen  Koproduktion Valfångare (deutscher Verleihtitel: Liebe, Männer und Harpunen), in der er einen Reeder darstellte.
Gegen Ende seiner Karriere publizierte Hauk Aabel zwei Bände mit Memoiren: Moro var det lell! (1935; Lustig war es trotzdem!) und Gode gamle dager (1949; Gute alte Zeiten).

### Privat
Hauk Aabel war von 1901 an mit der Schauspielerin Svanhild Johannessen (1882–1971) verheiratet. Aus der Ehe gingen zwei Söhne hervor: der Regisseur, Schauspieler und Tänzer Per Aabel (1902–1999) und der Schauspieler Andreas Aabel (1911–1948).

## Auszeichnungen
1922 erhielt Aabel die Verdienstmedaille des Königs in Gold. 1958 wurde er zum „Ritter erster Klasse“ des Sankt-Olav-Ordens ernannt.

## Filmografie
- 1917: Alexander den store (Alexander der Große), Regie: Mauritz Stiller
- 1927: Troll-Elgen (Der Troll-Elch), Regie: Walter Fyrst
- 1931: Den store barnedåpen (Die große Kindstaufe), Regie: Tancred Ibsen
- 1932: En glad gutt (Ein froher Bursche), Regie: John W. Brunius
- 1933: Jeppe på bjerget (Jeppe vom Berge), Regie: Per Aabel
- 1935: Du har lovet meg en kone (Du hast mir eine Frau versprochen), Regie: Tancred Ibsen
- 1936: Morderen uten ansikt (Mörder ohne Gesicht), Regie: Leif Sinding
- 1938: Ungen (Das Kind), Regie: Rasmus Breistein
- 1939: Valfångare (Liebe, Männer und Harpunen; wörtlich: Walfänger), Regie: Anders Henrikson / Tancred Ibsen